# Jean Nadeaud
Jean Nadeau est un botaniste français né le 23 juillet 1834 à Beurlay et décédé le 20 novembre 1898 à Papeete (Tahiti).

## Biographie[2]
Après des études de médecine, il s'embarque comme chirurgien de marine. Son voyage s'arrête le 23 février 1856 à Tahiti où il séjourne trois ans et demi jusqu'au 23 août 1859. Durant tout son séjour à Tahiti, il crée une importante collection de plantes actuellement déposée en grande partie à l’herbier du Museum national d’Histoire naturelle de Paris.
Son premier intérêt s'est porté sur les plantes médicinales des tahitiens. Il en tire le sujet de sa thèse en médecine - « Plantes usuelles des Tahitiens » - qu'il soutient à Montpellier en 1864. Il apprend le tahitien et se lie avec Rereao Taufa, avec qui il a un fils.
Il retourne à Tahiti en 1896 et s'établit à Papeete dans le quartier de Mamao comme médecin. Il y retrouve son fils Temarii Rereao, dit Tetua Nadeaud (1860-1918), qu'il associe à ses explorations botaniques. Il fonde aussi la Société des excursionnistes.

## Publications
Son œuvre porte exclusivement sur Tahiti :
- Plantes usuelles des tahitiens - Paris : J. Martel, 1864 (extrait de sa thèse de médecine soutenue le 11 juillet 1864 à Montpellier).
- Énumération des plantes indigènes de l'île de Tahiti, recueillies et classées par le Dr J. Nadeaud - Paris : J. Savy, 1873.
- Mousses et hépatiques de l'île de Tahiti recueillies par le Dr Nadeaud - Manuscrit du Muséum National d'Histoire Naturelle.
- Journal de botanique (souscription) - 1896 à 1898[3]

## Œuvres botaniques
Outre les importantes collectes qu'il a réalisées, il a déterminé 56 espèces ou variétés.
Parmi elles, trois sont des hépatiques.
Ses  dédicaces sont quasiment uniquement  géographiques (28)- épithète spécifique tahitensis ou tahitense 21 fois - et descriptives (27) de la plante. Une est dédiée à son fils, aussi collecteur. En cela, il se distingue des botanistes de toute la deuxième moitié du XIXe siècle qui pratiquent abondamment un jeu de révérences entre eux.

## Plantes qui lui ont été dédiées
Quelles espèces de plantes, parmi celles qu'il a collectées et en particulier des bryophytes, lui ont été dédiées :
- Arthrocormus nadeaudii Besch. - Calyperaceae : voir Exostratum blumii (Nees ex Hampe) L.T.Ellis (synonyme : Exodictyon nadeaudii (Besch.) Cardot)
- Astelia nadeaudii Drake - Asteliaceae
- Calomnion nadeaudii Besch. - Calomniaceae
- Campylopus nadeaudianus Besch. - Dicranaceae : voir Campylopus laxitextus Sande Lac.
- Coprosma nadeaudiana Drake - Rubiaceae
- Cyrtandra nadeaudii (Nadeaud) C.B.Clarke - Gesneriaceae (renommage de Cyrtandra tahitensis Nadeaud)
- Dasymitrium nadeaudii Besch. - Orthotrichaceae
- Distichophyllum nadeaudii Besch. - Hookeriaceae
- Fissidens nadeaudii Besch. - Fissidentaceae
- Glochidion nadeaudii Florence - Phyllanthaceae
- Macromitrium nadeaudii Besch. - Orthotrichaceae : voir Macromitrium subtile subsp. subuligerum (Bosch & Sande Lac.) M. Fleisch.
- Phyllanthus nadeaudii (J.Florence) W.L.Wagner & Lorence - Euphorbiaceae des îles de la Société (synonyme : Glochidion nadeaudii J.Florence)
- Riccardia nadeaudii (Stephani) Hürl. - Aneuraceae (synonyme : Aneura nadeaudii Stephani)
- Sideroxylon nadeaudii (Drake) Smedmark & Anderb. - Sapotaceae de Tahiti (synonymes : Nesoluma nadeaudii (Drake) Pierre ex H.J.Lam, Palaquium nadeaudii Drake)
- Syrrhopodon nadeaudianus Besch. - Calyperaceae : voir Syrrhopodon muelleri (Dozy & Molk.) Sande Lac.
- Zanthoxylum nadeaudii Drake - Rutaceae